# Typhlomyrmex rogenhoferi
Typhlomyrmex rogenhoferi är en myrart som beskrevs av Mayr 1862. Typhlomyrmex rogenhoferi ingår i släktet Typhlomyrmex och familjen myror. Inga underarter finns listade i Catalogue of Life.

## Bildgalleri

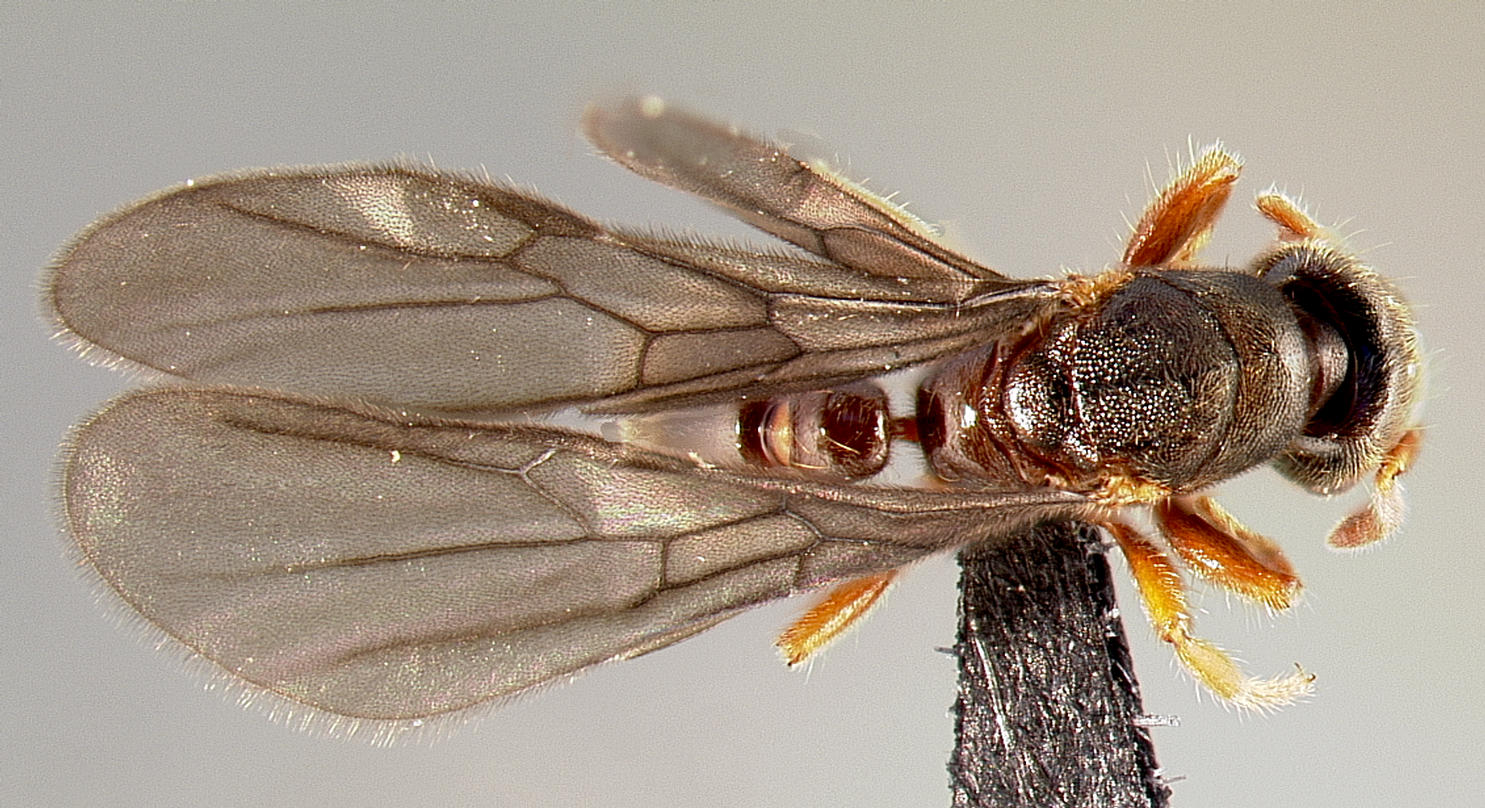
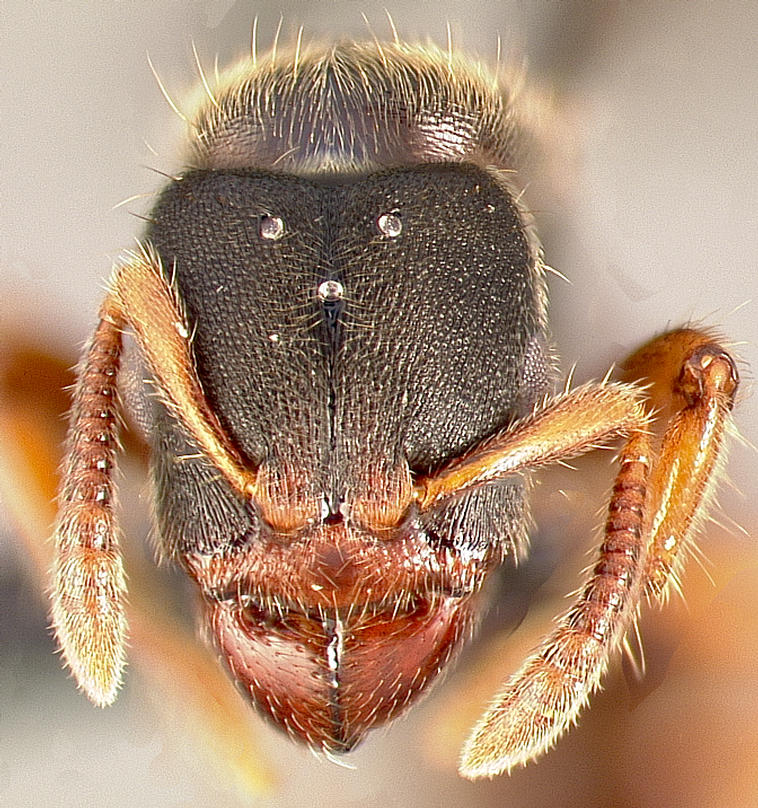
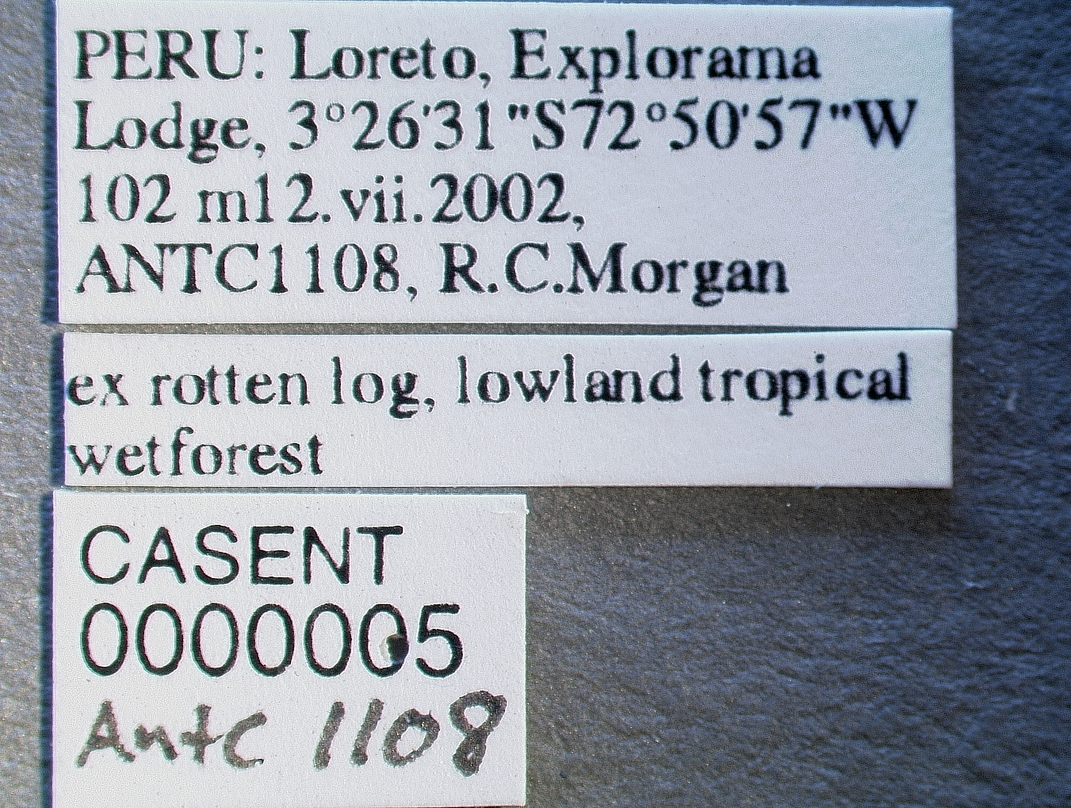
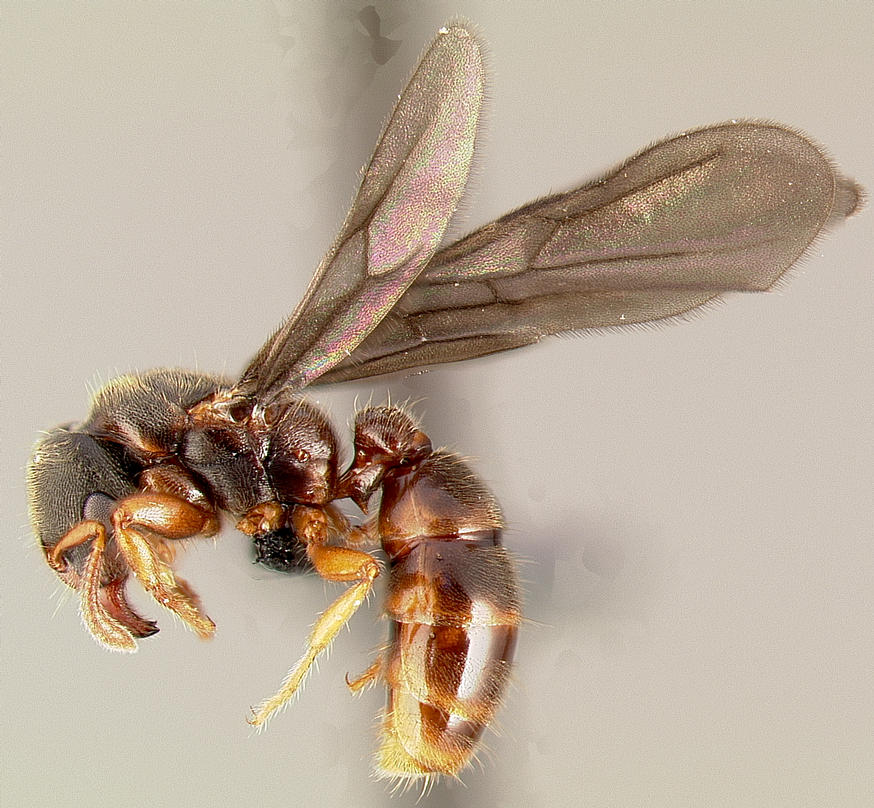
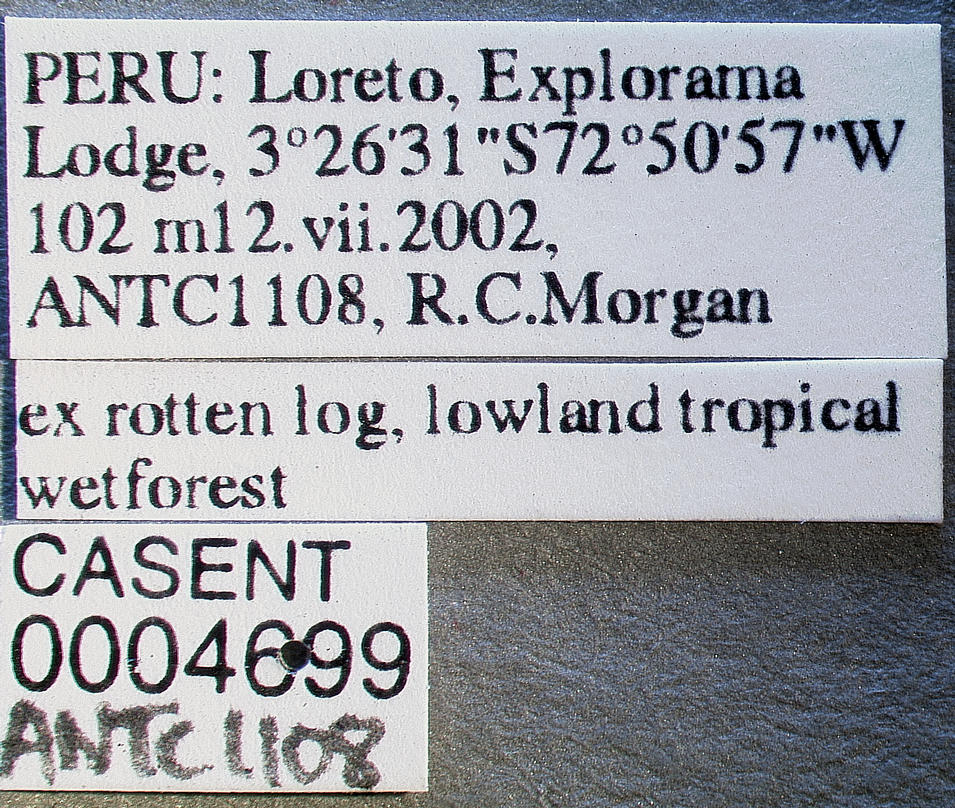
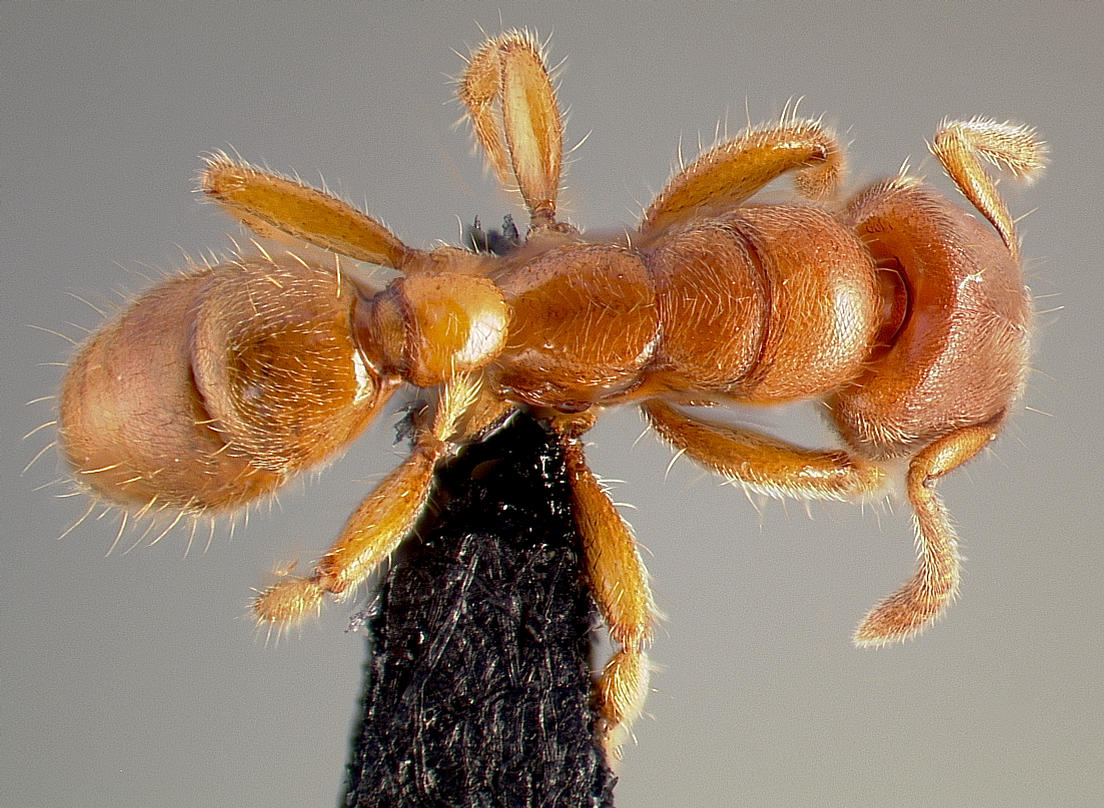